# 廖均
廖均（1793年3月20日—？），字斯彥，號聽橋，一號硯屏，四川順慶府鄰水縣人，清朝政治人物。

## 生平
嘉慶十五年（1810年）庚午科順天鄉試第一百三十三名舉人，授刑部安徽司主事，加捐陞整飭江南鹽法、分巡江寧道。